# Estación Horcones
Horcones es una terminal de carga, y no es una estación de pasajeros propiamente tal, que está ubicada en la comuna chilena de Arauco. Forma parte del subramal Concepción - Curanilahue. Tiene desvíos hacia la Planta de Paneles de Celulosa Arauco, en donde se cargan productos y descargan insumos. 

## Ubicación
Horcones,  llamado correctamente "Los Horcones" es un pequeño poblado ubicado a 7 kilómetros al norte de la Ciudad de Arauco, entre las localidades de Laraquete y Carampangue. Posee una linda playa muy poco visitada, salvo por unos  pocos lugareños.  Los Horcones consta de  tres sectores, llamados, Chillancito, ubicado a los pies de la Cordillera de Nahuelbuta, El Parron al Sur que limita con el Río Carampangue y el sector  El Durazno, que está ubicado al Oeste, hacia la playa. Posee una pequeña escuela a orilla de la ruta 160, cuyos terrenos para su construcción fueron donados en el año 1960, por la adinerada familia Sáez que vivía en este lugar. Al Norte de este pequeño villorrio se instaló la industria de Celulosa Arauco.

## Actualidad
Actualmente es utilizada por Ferrocarril del Pacífico S.A., para la operación, maniobra, entrada y salida de trenes cargueros hacia la Planta de Paneles de Celulosa Arauco y Constitución. La zona no cuenta con agua potable para sus pobladores y las napas subterráneas están contaminadas producto de la acción de agentes contaminantes emitidos indiscriminadamente por Celulosa Arauco. 